# Тетравекс
Тетравекс (фр. Tetravex) — это головоломка для Windows, является частью Microsoft Entertainment Pack 3.

## Цель игры
Игра начинается на пустой доске размером 3 × 3 (размер по умолчанию) и на девяти клетках, каждая с номером на каждом углу (четыре цифры на клетку). Эти цифры варьируются от 0 до 9 включительно. Цель состоит в том, чтобы поместить эти квадраты в сетку, делая число одного ребра таким же, как и у соседнего квадрата. Таким образом, каждая грань каждого квадрата располагается рядом с гранью того же номера. Игра заканчивается, когда сетка заполнена всеми квадратами, правильно размещёнными.

## Варианты исполнения
Могут составлять 4, 9, 16, 25 и 36 квадратов соответственно.

## Алгоритм решения
В теории сложности вычислений решение Tetravex является NP-полной задачей, и также средней.